# Харт, Пресли
Пресли Харт (англ. Presley Hart; род. 1 декабря 1988, Калифорния, США) — американская порноактриса.

## Биография и карьера
Родилась в городе Анахайм (Калифорния), в семье итальянского происхождения. Мать работала в сфере недвижимости, отец служил в ВМФ США. Средняя из трёх сестёр. В детстве жила в городе Коронадо, также в Калифорнии.
В подростковом возрасте подверглась изнасилованию. Училась в колледже, специализируясь на архитектуре и технике, но не закончила обучение ни одной из двух этих профессий.
Харт пришла в порноиндустрию в апреле 2011 года, а её первой сценой стала Cum Fiesta студии Reality Kings. В марте 2013 года Пресли была названа журналом Penthouse Киской месяца.
В январе 2016 года Харт объявила через Twitter, что она беременна.
Снялась более чем в 200 фильмах.

## Премии и номинации
| Год  | Премия | Категория                                 | Фильм                                                                                        | Результат |
| ---- | ------ | ----------------------------------------- | -------------------------------------------------------------------------------------------- | --------- |
| 2013 | AVN    | Лучшая актриса                            | Diary of Love                                                                                | Номинация |
| 2013 | XBIZ   | Лучшая новая старлетка                    | н/д                                                                                          | Номинация |
| 2014 | AVN    | Непризнанная исполнительница года         | н/д                                                                                          | Победа    |
| 2015 | AVN    | Лучшая сцена лесбийского группового секса | Lisa Ann’s School of MILF (вместе с Холли Майклз, Мэдди О’Райли, Кристиной Роуз и Лизой Энн) | Номинация |